# Bedwell River
Bedwell River är ett vattendrag i Kanada.   Det ligger i Regional District of Alberni-Clayoquot och provinsen British Columbia, i den sydvästra delen av landet, 3 700 km väster om huvudstaden Ottawa.
I omgivningarna runt Bedwell River växer i huvudsak barrskog. Trakten runt Bedwell River är nära nog obefolkad, med mindre än två invånare per kvadratkilometer.